# АЕЦ „Ой“
АЕЦ Ой (на японски: 大飯発電所) е ядрена електроцентрала в Ой, Фукуи, управлявана от Кансай електрик пауър къмпани. Площта ѝ е 1.88 км2.

## Реактори
| Реактор | Пуснат в експлоатация | Мощност |
| ------- | --------------------- | ------- |
| Ой – 1  | 27 март 1979          | 1175 MW |
| Ой – 2  | 5 декември 1979       | 1175 MW |
| Ой – 3  | 18 декември 1991      | 1180 MW |
| Ой – 4  | 2 февруари 1993       | 1180 MW |

## Събития
- На 22 декември 2005, в 8:50 ч. единият реактор е спрян заради проблеми, причинени от силна буря.